# Ященко, Леопольд Иванович
Леопольд Иванович Я́щенко (1928—2016) — советский и украинский музыковед, фольклорист, дирижёр, композитор. Основатель и руководитель хора «Гомон» (1969).

## Биография
Родился 2 июня 1928 года в Киеве.
В 1947—1949 годах учился в Киевском государственном музыкальном училище имени Р. М. Глиэра (класс Н. Кузьмина), в 1954 году окончил историко-теоретический факультет КГК имени П. И. Чайковского и, в 1957 году — аспирантуру Института искусствоведения, фольклора и этнографии АН УССР.
С ноября 1957 года по декабрь 1962 года занимал должность младшего научного сотрудника Института искусствоведения, фольклора и этнографии АН УССР. В 1961 году защитил кандидатскую диссертацию на тему «Украинское народное многоголосие». В 1962 году стал старшим научным сотрудником отдела фольклористики.
1968 год — был уволен с должности за подписание коллективного письма украинской общественности к ЦК КПСС по поводу закрытых судебных процессов над инакомыслящими. Перешёл на творческую работу.
В 1969 году организовал этнографический хор «Гомон», целью которого было возрождение в Киеве украинского календарного фольклора, народных обычаев и праздников: колядок, щедровок, веснушек, празднование Купалы и тому подобное. Однако 28 сентября 1971 года был исключён из СКУ за «идейные ошибки, допущенные в руководстве хором», а хор ликвидирован как «националистический». В том же году Л. Ященко исключили из СК СССР за «националистическую деятельность».
Затем работал методистом-организатором, а в 1972—1973 годах — заведующим детского сектора при Доме композиторов Украины, в 1975—1976 годах руководил фольклорным ансамблем при Киевском институте народного хозяйства. Находясь в опале, работал маляром 3-го разряда строительной бригады на заводе «Молния» (Барышевка), плотником в совхозе «Рославичи».
В 1984 году стал руководителем Клуба народной хоровой песни, того же года организовал этнографический хор, который пел на аллеях Гидропарке. В 1985 года хор приписали в Доме культуры «Киевметростроя», а в 1988 году ему вернули название «Гомон». В 1989 году Леопольда Ященко восстановили в Союзе композиторов Украины, а хор «Гомон» первым в Киеве публично исполнил национальный гимн «Ще не вмерла Украина».
В 1992 году вступил в Национальный всеукраинский музыкальный союз. Кандидат искусствоведения (1961).
В июне 1997 года в Киеве зарегистрировано новое общественное объединение: Клуб любителей народной песни «Гомон». В его составе под руководством Леопольда Ивановича работали: хор «Гомон», академический ансамбль «Криница» (при Доме учёных), мужская группа «Казаки» и группа музыкантов «Семья Вербовецких».
2 апреля 2016 года умер в Киеве.

## Награды и премии
- премия имени П. Чубинского (1992)
- Государственная премия Украины имени Тараса Шевченко (1993) — за активную деятельность по сохранению, возрождению и популяризации украинского народного творчества